# Patrice Rushen
Patrice Louise Rushen, née le 30 septembre 1954 à Los Angeles, (États-Unis), est une chanteuse, auteure-compositrice, pianiste et directrice musicale  afro-américaine de jazz, soul et R'n'B.
Elle est principalement connue pour son titre Forget Me Nots créé par elle, Fred Washington et Terry Mc Fadden en 1982. Cette chanson a été reprise par Will Smith comme titre principal du film Men in Black (1997) sous le titre Men in Black et samplé par George Michael pour la chanson Fastlove sur l'album Older (1996).

## Biographie
Patrice est l'aînée de deux filles nées d'Allen et de Ruth Rushen. Patrice avait trois ans lorsqu'elle a commencé à jouer du piano, et à l'âge de six ans, elle donnait des récitals classiques. À l'adolescence, elle a fréquenté le Locke High School et a ensuite obtenu un diplôme en musique de l'Université de Californie du Sud.
Après avoir remporté un concours à l'âge de 17 ans qui lui a permis de se produire avec son groupe au Monterey Jazz Festival, Rushen a signé avec le label Prestige, sortant trois albums soit Prelusion (1974), Before the Dawn (1975) et Shout it Out (1977). En 1978, alors qu'elle avait 23 ans, elle a commencé à enregistrer avec Elektra.
Elle a épousé Marc St. Louis, directeur de tournée de concerts et spécialiste de la production de spectacles live, en 1986. Ils ont un fils, Cameron et une fille nommée Jadyn. Le nom de sa maison d'édition, Baby Fingers Inc., est tiré de son surnom Babyfingers pour ses petites mains. En 2005, Rushen a reçu un doctorat honorifique en musique du Berklee College of Music. Elle est présidente de la musique populaire à l'USC et ambassadrice de l'art en éducation au Berklee College of Music. Elle a été compositrice de bandes sonores pour de nombreux films, émissions de télévision et documentaires. Elle a été membre du groupe de jazz fusion CAB, The Meeting (GRP Records) avec Ndugu Chancler, Alphonso Johnson et Ernie Watts. Patrice Rushen est également directrice musicale, ayant travaillé sur divers événements télévisés ainsi que sur la tournée mondiale de Janet Jackson "Janet".
Sa chanson "Hang It Up" a été présentée sur le jeu vidéo Fahrenheit de 2005.

## Impact culturel
Les chansons de Patrice Rushen sont souvent échantillonnées dans la musique d'autres artistes. Le refrain de Forget Me Nots a été utilisé comme musique pour la chanson de 1997 Men in Black. Patrice a été créditée en tant qu'écrivaine et compositrice, avec Will Smith et Terri McFadden. Le même refrain peut être entendu dans la chanson Fastlove de George Michael. Forget Me Nots a déjà trouvé sa place dans la scène du trampoline pour le film Big. Par ailleurs, le titre Haven't You Heard a été échantillonné dans Looking For You de Kirk Franklin à partir de la bande originale de Norbit.
Patrice Rushen a été la première femme à occuper le poste de directrice musicale des Grammy Awards lors des 46e, 47e et 48e éditions. Elle était la seule femme directrice musicale/chef d'orchestre/arrangeur d'une émission de fin de soirée intitulée The Midnight Hour, diffusée sur CBS en 1990.

## Discographie

### Albums solo
- 1974 : Prelusion
- 1975 : Before the Dawn
- 1977 : Shout It Out
- 1978 : Patrice
- 1979 : Pizzazz
- 1980 : Posh
- 1982 : Straight from the Heart
- 1984 : Now
- 1987 : Watch Out!
- 1994 : Anything but Ordinary
- 1997 : Signature

### Compilations
- 1980 : Let There Be Funk: The Best of Patrice Rushen
- 1985 : Anthology of Patrice Rushen
- 1996 : Haven't You Heard – The Best of Patrice Rushen
- 1996 : Forget Me Nots and Remind Me
- 2002 : The Essentials: Patrice Rushen

### Collaborations
Avec Jean-Luc Ponty
- 1975 : Upon the Wings of Music (Atlantic)
- 1976 : Aurora (Atlantic)

Avec Eddie Henderson
- 1976 : Heritage (Blue Note)
- 1977 : Comin' Through (Capitol)

Avec Kenny Burrell
- 1980 : Heritage (AudioSource)

Avec Herbie Hancock
- 1982 : Lite Me Up (Columbia)

Avec The Meeting
- 1990 : The Meeting (GRP)
- 1995 : Update (Hip-Bop)

Avec Carlos Santana et Wayne Shorter
- 2007 : Carlos Santana/Wayne Shorter: Live at the 1988 Montreux Jazz Festival (Liberation Entertainment)

Avec Wallace Roney
- 2016 : A Place in Time (HighNote)